# Pseudantheraea daphne
Pseudantheraea daphne är en fjärilsart som beskrevs av Gustav Weymer 1892. Pseudantheraea daphne ingår i släktet Pseudantheraea och familjen påfågelsspinnare. Inga underarter finns listade i Catalogue of Life.